# Maykel Massó
Maykel Massó (Cuba, 8 de mayo de 1999) es un atleta cubano especializado en la prueba de salto de longitud, en la que consiguió ser campeón mundial juvenil en 2015.

## Carrera deportiva
En el Campeonato Mundial Juvenil de Atletismo de 2015 ganó la medalla de oro en el salto de longitud, con un salto de 8.05 metros que fue récord de los campeonatos, por delante del australiano Darcy Roper (plata con 8.01 metros) y el brasileño Eberson Silva (bronce con 7.76 metros).